# Франко, Хулио Сесар (политик)
Хулио Сесар Рамон Франко Гомес (исп. Julio César Ramón Franco Gómez; род. 17 апреля 1951, Фернандо-де-ла-Мора, Сентраль) — парагвайский политический и государственный деятель, вице-президент (2000—2002).

## Биография
Родился 17 апреля 1951 года в городе Фернандо-де-ла-Мора, Парагвай. Окончил медицинский факультет Национального университета Кордовы, где получил степень в области хирургии.
После окончания обучения Франко вступил в Аутентичную радикальную либеральную партию, а 30 июня 1998 года был избран в Сенат Парагвая. После убийства вице-президента Луиса Марии Арханьи сенатор Франко был избран вице-президентом Парагвая на выборах 13 августа 2000 года. На этом посту он пробыл до истечения четырёхлетнего срока 16 октября 2002 года.
В июне 2008 года Франко вновь был избран сенатором, сохраняя свой пост на протяжении десяти лет.

## Личная жизнь
Франко является старшим братом парагвайского политика Федерико Франко, который после импичмента Фернандо Луго занял пост президента страны.